# Linda Emond
Linda Marie Emond (nacida el 22 de mayo de 1959) es una actriz de teatro, cine y televisión estadounidense. Emond ha recibido tres nominaciones a los premios Tony por sus actuaciones en Life (x) 3 (2003), Death of a Salesman (2012) y Cabaret (2014).

## Primeros años y educación
Emond nació en Nuevo Brunswick, Nueva Jersey. Se crio en el condado de Orange, California, y asistió a las escuelas primarias Loara Elementary, Ball Junior High y Loara High Schools (donde fue la reina del baile de bienvenida).  Se graduó con una licenciatura en Artes Teatrales de la Universidad Estatal de California, Fullerton en 1982. Obtuvo una Maestría en Bellas Artes del Programa de Capacitación de Actores Profesionales de la Universidad de Washington, Seattle.
Su primera actuación en el escenario fue en la escuela secundaria como Jean Brodie en The Prime of Miss Jean Brodie.

## Carrera profesional
Su primera actuación profesional en el escenario, por la que obtuvo su tarjeta Equity, fue en On the Verge en The Empty Space Theatre en Seattle durante su último semestre de la escuela de posgrado.
Trabajó extensamente en Chicago, donde fue nominada a cinco premios Joseph Jefferson, ganándolo dos veces por sus interpretaciones de Eliza Doolittle en Pygmalion y Paulina en The Winter's Tale.
Debutó en los escenarios de Nueva York en la obra Off-Broadway Nine Armenians en 1996 en el Manhattan Theatre Club por la que recibió una nominación al Drama Desk Award.
Ha actuado en Homebody/Kabul de Tony Kushner en tres producciones separadas, la primera en el New York Theatre Workshop en 2001, recibiendo una nominación para un Drama Desk Award como Mejor Actriz Destacada, Apareció en la misma obra en el Mark Taper Forum, Los Ángeles y en la Academia de Música de Brooklyn en 2004.
En 2011, apareció fuera de Broadway en The Intelligent Homosexual's Guide to Capitalism and Socialism with a Key to the Bibles  de Tony Kushner como "Empty", una parte que fue escrita para ella.
Fue elegida como "Elaine" en The Dying Gaul de Craig Lucas en el Vineyard Theatre en 1998. Interpretó el papel de la reina Hermione en The Winter's Tale en la producción del Public Theatre de Shakespeare in the Park en julio de 2010.  En el teatro regional, Emond ha actuado en Steppenwolf Theatre Company en Chicago en The Secret Rapture de David Hare en 1990  y en el Festival de Teatro de Williamstown en The Cherry Orchard (2004)  y AR Gurney 's Far East ( 1998).
En Broadway, Emond apareció en producciones del musical 1776 (1997) como Abigail Adams, y en la obra de teatro de Yasmina Reza Life x 3 (2003), por la que fue nominada al premio Tony de 2003 como Mejor Actriz de Reparto en a Play y por la que ganó el Premio del Círculo de Críticos Externos. Interpretó a Linda Loman en la reposición de Broadway de Death of a Salesman en 2012, junto a Philip Seymour Hoffman y como Fraulein Schneider en la reposición de Cabaret en 2014 y recibió nominaciones al Tony por ambas actuaciones.
Los papeles de Emond en cine y televisión incluyen a Simone Beck en Julie & Julia (2009), Georgia O'Keeffe (2009) una película de Lifetime hecha para televisión, y como Abigail Adams en American Experience: John and Abigail Adams para PBS. En 2009, interpretó a Mary Ann McCray en la presentación televisiva del Hallmark Hall of Fame de A Dog Named Christmas. Ha tenido papeles recurrentes en series de televisión basadas en Nueva York como The Good Wife, Law & Order: Special Victims Unit, Gossip Girl, Wonderland, Elementary y The Knick.
También es actriz de doblaje y ha narrado más de 50 episodios de la serie Intimate Portrait de Lifetime. Como lector de audiolibros, Emond recibió cuatro premios Audiofile Earphones Awards y fue nombrada una de sus mejores voces del año.
Emond coprotagonizó Indignación (2016), una adaptación de la novela del mismo nombre de Philip Roth de 2008, interpretando a Esther Messner, la madre del personaje principal de Logan Lerman.
Fue miembro del elenco de la comedia dramática de AMC Lodge 49, interpretando a Connie Clark.
En 2022, Emond interpretó a Clara Barton en The Gilded Age de HBO.

## Filmografía

### Películas
| Año  | Título                  | Role                     | notas         |
| ---- | ----------------------- | ------------------------ | ------------- |
| 1989 | La voluntad de Dios     | Gwyneth                  |               |
| 2000 | abadejo                 | marta holmes             |               |
| 2001 | Casi Salinas            | nina ellington           |               |
| 2002 | Un juego de caballeros  | Precio Meredith          |               |
| 2002 | Ciudad junto al mar     | Margarita                |               |
| 2005 | El galo moribundo       | Dra. Marta Foss          |               |
| 2005 | Agua oscura             | Mediadora (Edith Levine) |               |
| 2005 | pais del norte          | Leslie Conlin            |               |
| 2006 | Comercio                | Patty Sheridan           |               |
| 2007 | A través del universo   | Sra. Carrigan            |               |
| 2008 | Detener la pérdida de   | ida rey                  |               |
| 2009 | la persona desaparecida | megan fullmer            |               |
| 2009 | julia y julia           | simone beck              |               |
| 2011 | Un pájaro del aire      | Margie                   |               |
| 2013 | Chico mayor             | Dra. Edwina Burke        |               |
| 2015 | la boda de Jenny        | rosa farrell             |               |
| 2015 | 3 generaciones          | Frances                  |               |
| 2015 | El colmillo familiar    | señorita delano          |               |
| 2016 | Indignación             | Esther Messner           |               |
| 2016 | La tierra               | Mamá                     |               |
| 2017 | el gran enfermo         | Dra. Cunningham          |               |
| 2017 | Canción a canción       | judy                     |               |
| 2018 | El profesor             | Bárbara                  |               |
| 2019 | Hombre Géminis          | Lassiter                 |               |
| 2021 | lo imperdonable         | raquel malcolm           |               |
| 2022 | Calzada elevada         | Gloria                   | Posproducción |

### Televisión
| Year      | Title                                       | Role                      | Notes                                                                    |
| --------- | ------------------------------------------- | ------------------------- | ------------------------------------------------------------------------ |
| 1992      | L.A. Law                                    | Dr. Emily Connor          | Episode: "Great Balls Afire"                                             |
| 1992      | Mann &amp Machine                           | Monica Barker             | Episode: "Truth or Consequences"                                         |
| 1993      | Reasonable Doubts                           | Pamela Reichel            | Episode: "Legacy"                                                        |
| 1993      | I Can Make You Love Me                      | Penny                     | Television film                                                          |
| 1996      | Law & Order                                 | Laura Cochran             | Episode: "Savior"                                                        |
| 1997      | Feds                                        | June Leeds                | Episode: "The War Against Crime" (pilot)                                 |
| 1997      | New York Undercover                         | Nancy Carol               | Episode: "The Unthinkable"                                               |
| 2000      | Wonderland                                  | A.D.A. Strictler          | 4 episodes                                                               |
| 2000      | The Sopranos                                | Dahlia                    | Episode: "Big Girls Don't Cry"                                           |
| 2000      | Law & Order                                 | Carolyn Tyler             | Episode: "Panic"                                                         |
| 2000      | Third Watch                                 | Francine Bradley          | Episode: "Duty"                                                          |
| 2002      | Law & Order: Criminal Intent                | Dr. Christine Fellowes    | Episode: "Anti-Thesis"                                                   |
| 2004–2022 | Law & Order: Special Victims Unit           | Dr. Emily Sopher          | 8 episodes                                                               |
| 2005      | Law & Order: Trial by Jury                  | Dr. Emily Downey          | Episode: "Baby Boom"                                                     |
| 2005      | Law & Order                                 | Rosalie Helton            | Episode: "Tombstone"                                                     |
| 2006      | American Experience: John and Abigail Adams | Abigail Adams             | Television film                                                          |
| 2008      | 30 Rock                                     | Commercial voice          | Episode: "Gavin Volure"; uncredited                                      |
| 2008–2009 | Gossip Girl                                 | Headmistress Queller      | 3 episodes                                                               |
| 2009      | Georgia O'Keeffe                            | Beck Strand               | Television film                                                          |
| 2009      | A Dog Named Christmas                       | Mary Ann McCray           | Television film                                                          |
| 2010–2012 | The Good Wife                               | Judge Leora Kuhn          | 3 episodes                                                               |
| 2011      | Unforgettable                               | Debi Moser                | Episode: "Check Out Time"                                                |
| 2013      | Elementary                                  | Dr. Candace Reed          | 3 episodes                                                               |
| 2015      | The Knick                                   | Anne Chickering           | 3 episodes                                                               |
| 2015–2019 | Madam Secretary                             | Carol Jackson             | 4 episodes                                                               |
| 2016      | BrainDead                                   | Kara Wright               | Episode: "Taking on Water: How Leaks in D.C. Are Discovered and Patched" |
| 2016      | The Blacklist                               | Dr. Adrian Shaw           | 2 episodes                                                               |
| 2018–2019 | Lodge 49                                    | Connie Clark              | 20 episodes                                                              |
| 2020      | The Good Fight                              | Judge Leora Kuhn          | Episode: "The Gang Goes to War"                                          |
| 2021      | The Bite                                    | Lisa Quinto               | 4 episodes                                                               |
| 2021      | Succession                                  | Michelle-Anne Vanderhoven | 3 episodes                                                               |
| 2022      | The Gilded Age                              | Clara Barton              | 3 episodes                                                               |
| 2022      | El paciente                                 | Candace Fortner           |                                                                          |

## Premios y nominaciones
| Año  | Otorgar                                       | Categoría                                                     | Obra nominada                                                                               | Resultado |
| ---- | --------------------------------------------- | ------------------------------------------------------------- | ------------------------------------------------------------------------------------------- | --------- |
| 1987 | Premio Joseph Jefferson (Chicago)             | Actriz en un juego de rol secundario                          | Tartufo                                                                                     | Nominado  |
| 1989 | Premio Joseph Jefferson (Chicago)             | Actriz en un juego de rol principal                           | Pigmalión                                                                                   | Ganador   |
| 1990 | Premio Joseph Jefferson (Chicago)             | Actriz en un juego de rol secundario                          | el cuento de invierno                                                                       | Ganador   |
| 1991 | Premio Joseph Jefferson (Chicago)             | Actriz en un juego de rol principal                           | The Secret Rapture                                                                          | Nominado  |
| 1991 | Premio Joseph Jefferson (Chicago)             | Actriz en un juego de rol principal                           | Círculo de tiza caucásico                                                                   | Nominado  |
| 1997 | Premio Drama Desk                             | Mejor actriz destacada en una obra de teatro                  | Nine Armenians                                                                              | Nominado  |
| 2002 | Premio Obie                                   | Actuación                                                     | Homebody/Kabul                                                                              | Ganador   |
| 2002 | Premio Lucille Lortel                         | Actriz destacada                                              | Homebody/Kabul                                                                              | Ganador   |
| 2002 | Premio Drama Desk                             | Mejor actriz destacada en una obra de teatro                  | Homebody/Kabul                                                                              | Nominado  |
| 2003 | Premio West Garland entre bastidores          | Actuación                                                     | Homebody/Kabul                                                                              | Ganador   |
| 2003 | Premio Tony                                   | Mejor actuación de una actriz destacada en una obra de teatro | Life x 3                                                                                    | Nominado  |
| 2003 | Premio del Círculo de Críticos Externos       | Mejor actriz destacada en una obra de teatro                  | Life x 3                                                                                    | Ganador   |
| 2004 | Premio de la Crítica Dramática de Los Ángeles | Desempeño del plomo                                           | Homebody/Kabul                                                                              | Nominado  |
| 2004 | Premio LA Ovación                             | Actriz principal en una obra de teatro                        | Homebody/Kabul                                                                              | Nominado  |
| 2011 | Premio de la Liga de Drama                    | Desempeño Distinguido                                         | The Intelligent Homosexual's Guide to Capitalism and Socialism with a Key to the Scriptures | Nominado  |
| 2012 | Premio Tony                                   | Mejor actuación de una actriz destacada en una obra de teatro | Muerte de un vendedor                                                                       | Nominado  |
| 2014 | Premio Tony                                   | Mejor actuación de una actriz destacada en un musical         | Cabaret                                                                                     | Nominado  |